# 馬默斯 (蒙大拿州)
馬默斯（英語：Mammoth）是位於美國蒙大拿州麥迪遜縣的普查規定居民點。

## 歷史
馬默斯的郵局於1877年設立，其後於1931年停運。

## 人口
根據2020年美國人口普查的數據，馬默斯的面積為0.91平方千米，皆為陸地。當地共有人口4人，而人口密度為每平方千米4.4人。